# 北达科他州参议院
北达科他州参议院（英語：North Dakota State Senate）是美国北达科他立法议会的上議院，共有47名议员，每届任期2年。参议院议长由副州長兼任，議長不在時則由臨時議長負責主持議事。现任议长为共和黨籍的塔米·米勒。